# Chiefs Hall of Fame
Die Chiefs Hall of Fame ist ein Ausstellungsbereich im Arrowhead Stadium in Kansas City, wo die Kansas City Chiefs diejenigen ehren, die sich mit herausragenden Leistungen um die Mannschaft besonders verdient gemacht haben. Die Hall of Fame der Chiefs wurde 1970 gegründet und ist nach der Green Bay Packers Hall of Fame die zweitälteste Hall of Fame in der National Football League (NFL). Sie umfasst bisher 53 Mitglieder und wird jährlich in einer Aufnahmezeremonie um eine Person erweitert. Aufnahmeberechtigt sind alle Personen, die mindestens vier Saisons für die Chiefs tätig waren und seit mindestens vier Saisons vom Football zurückgetreten sind. Dabei gibt es auch Ausnahmen von der Regel. So spielte Joe Delaney nur zwei Jahre für die Chiefs und Derrick Thomas wurde bereits ein Jahr nach seinem Tod in die Hall aufgenommen.

## Mitglieder

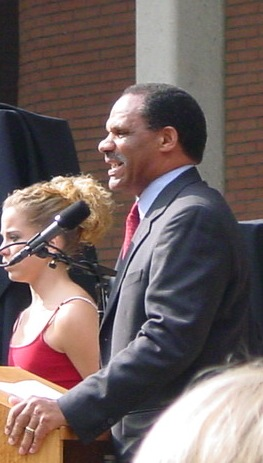
Mike Garrett, Heisman-Trophy-Gewinner von 1965 und Super Bowl IV Champion, wurde 1978 in die Hall aufgenommen.

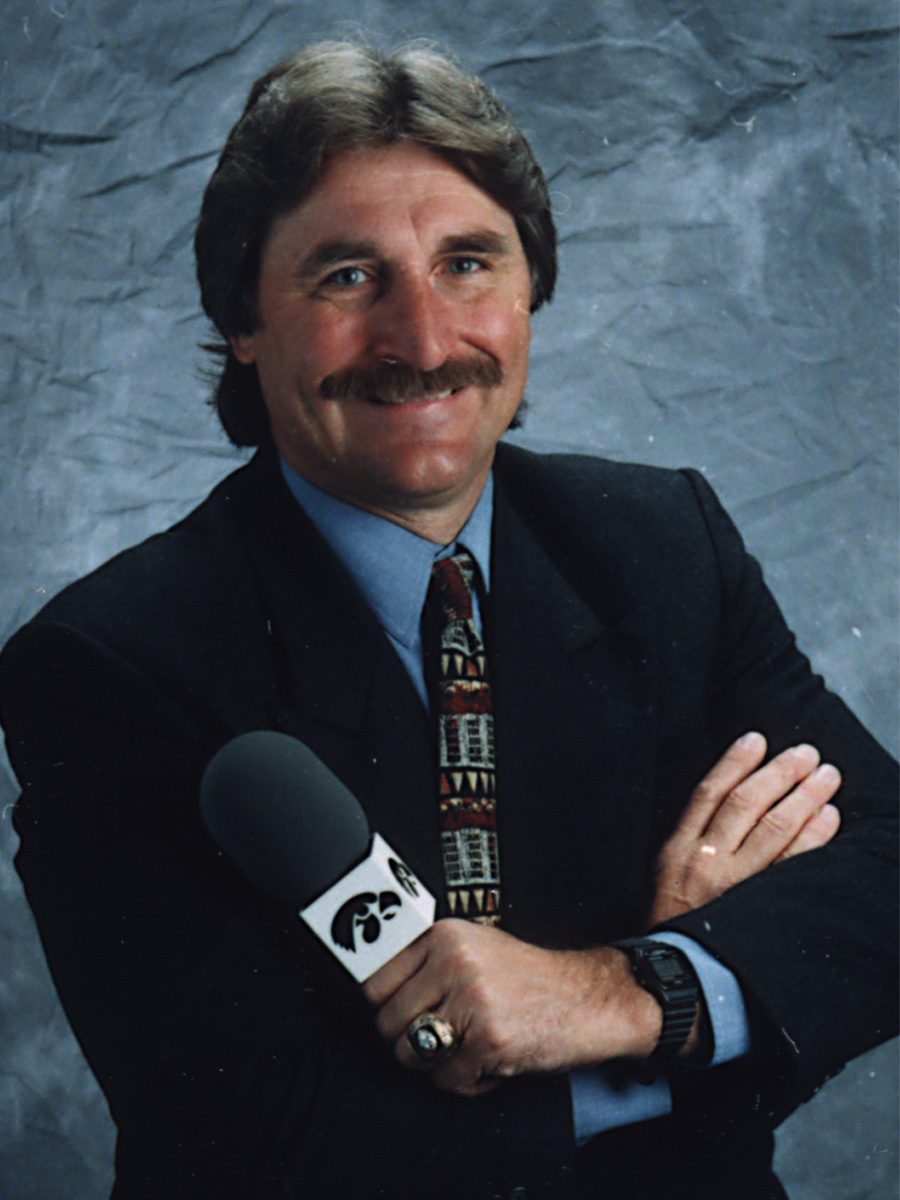
Ed Podolak, Super Bowl IV Champion, wurde 1989 in die Hall aufgenommen.

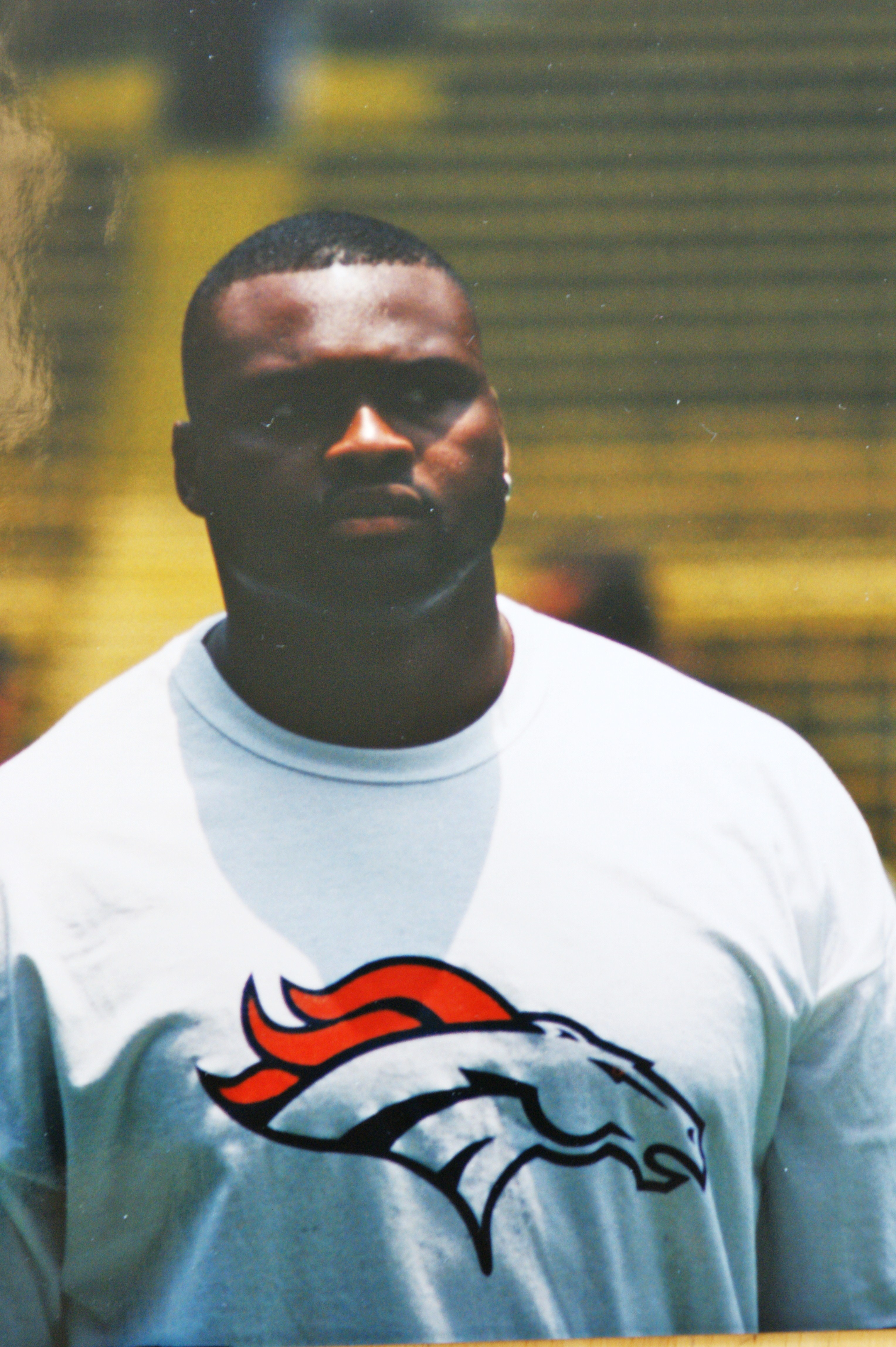
Neil Smith konnte 1993 die meisten Sacks in der NFL erzielen. Er wurde 2006 in die Hall aufgenommen.

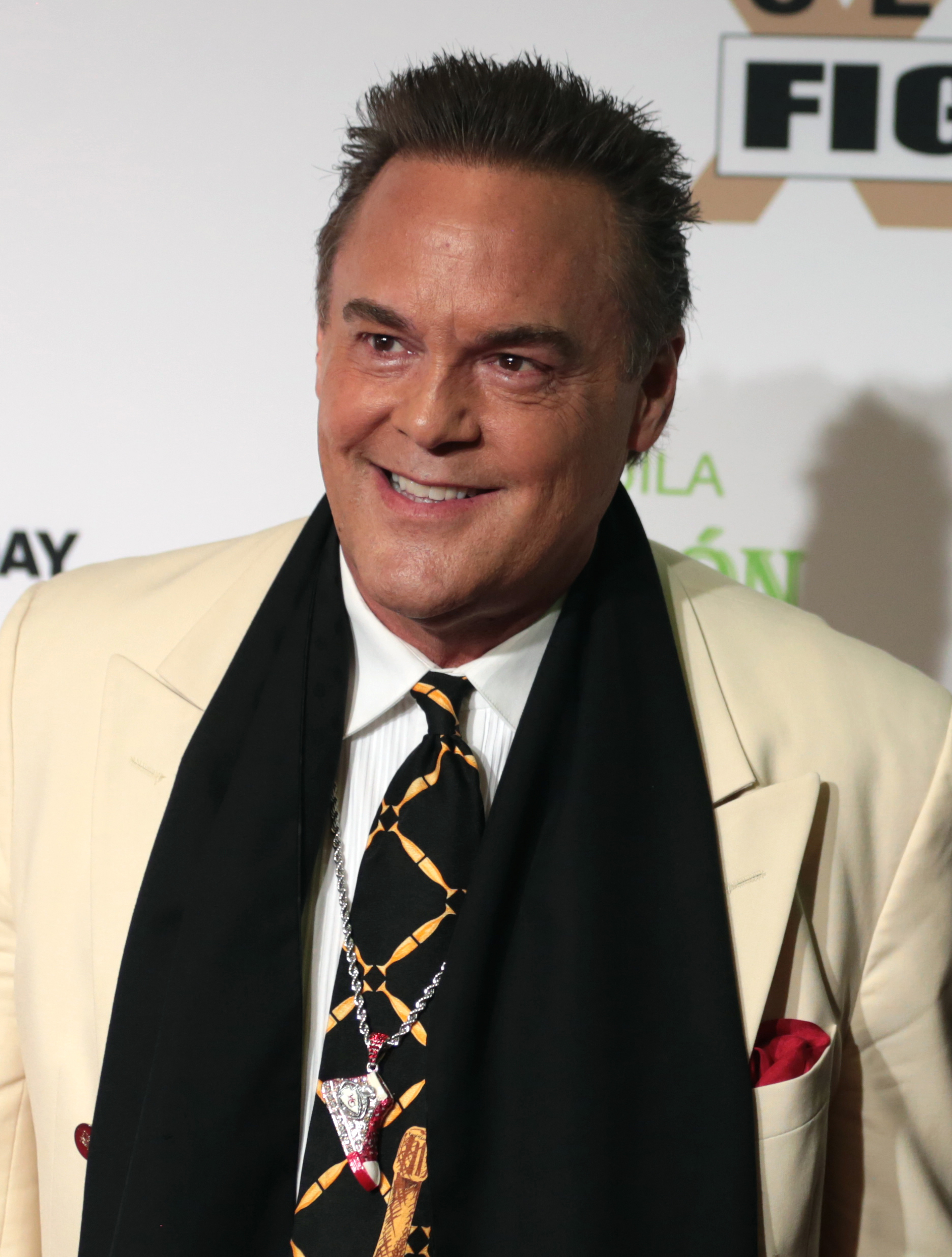
Nick Lowery hat mit 1.466 die meisten Punkte für die Chiefs erzieht und wurde 2009 in die Hall aufgenommen.

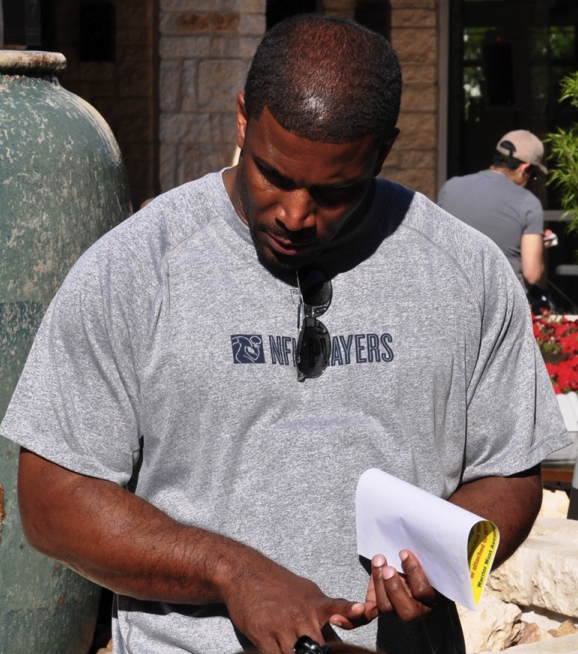
Priest Holmes konnte 2002 und 2003 die meisten Rushing-Touchdowns erzielen. Er wurde 2014 in die Hall aufgenommen.

Legende:
|  | = Hall of Famer |

| —                   | Lamar Hunt           | Gründer/Besitzer                | 1960–2006           | 1970 |
| 36                  | Mack Lee Hill        | Fullback                        | 1964–65             | 1971 |
| 75                  | Jerry Mays           | Defensive Tackle                | 1961–70             | 1972 |
| 84                  | Fred Arbanas         | Tight End                       | 1962–70             | 1973 |
| 42                  | Johnny Robinson      | Safety                          | 1960–71             | 1974 |
| 88                  | Chris Burford        | Wide Receiver                   | 1960–67             | 1975 |
| 55                  | E.J. Holub           | Center/Linebacker               | 1961–70             | 1976 |
| 77                  | Jim Tyrer            | Tackle                          | 1961–73             | 1977 |
| 21                  | Mike Garrett         | Runningback                     | 1966–70             | 1978 |
| 16                  | Len Dawson           | Quarterback                     | 1963–75             | 1979 |
| 78                  | Bobby Bell           | Linebacker                      | 1963–74             | 1980 |
| 86                  | Buck Buchanan        | Defensive Tackle                | 1963–75             | 1981 |
| 89                  | Otis Taylor          | Wide Receiver                   | 1965–75             | 1982 |
| keine neue Aufnahme | keine neue Aufnahme  | keine neue Aufnahme             | keine neue Aufnahme | 1983 |
| 71                  | Ed Budde             | Guard                           | 1963–76             | 1984 |
| 63                  | Willie Lanier        | Linebacker                      | 1967–77             | 1985 |
| 18                  | Emmitt Thomas        | Cornerback                      | 1966–78             | 1986 |
| —                   | Hank Stram           | Head Coach                      | 1960–74             | 1987 |
| 44                  | Jerrel Wilson        | Punter                          | 1963–77             | 1988 |
| 14                  | Ed Podolak           | Runningback                     | 1969–77             | 1989 |
| 51                  | Jim Lynch            | Linebacker                      | 1967–77             | 1990 |
| 28                  | Abner Haynes         | Runningback                     | 1960–64             | 1991 |
| 3                   | Jan Stenerud         | Kicker                          | 1967–79             | 1992 |
| 69                  | Sherrill Headrick    | Linebacker                      | 1960–67             | 1993 |
| 58                  | Jack Rudnay          | Center                          | 1969–82             | 1994 |
| 32                  | Curtis McClinton     | Runningback                     | 1962–69             | 1995 |
| 20                  | Deron Cherry         | Safety                          | 1981–91             | 1996 |
| 73                  | Dave Hill            | Tackle                          | 1963–74             | 1997 |
| 67                  | Art Still            | Defensive End                   | 1978–87             | 1998 |
| 34                  | Lloyd Burruss        | Safety                          | 1981–91             | 1999 |
| 35                  | Christian Okoye      | Runningback                     | 1987–92             | 2000 |
| 58                  | Derrick Thomas       | Linebacker                      | 1989–99             | 2001 |
| 76                  | John Alt             | Tackle                          | 1984–96             | 2002 |
| 59                  | Gary Spani           | Linebacker                      | 1978–86             | 2003 |
| 37                  | Joe Delaney          | Runningback                     | 1981–82             | 2004 |
| —                   | Jack Steadman        | Präsident/General Manager       | 1960–89             | 2005 |
| 90                  | Neil Smith           | Defensive End                   | 1988–96             | 2006 |
| 29                  | Albert Lewis         | Cornerback                      | 1983–93             | 2007 |
| 61                  | Curley Culp          | Defensive Tackle                | 1968–74             | 2008 |
| 8                   | Nick Lowery          | Kicker                          | 1980–93             | 2009 |
| —                   | Marty Schottenheimer | Head Coach                      | 1989–98             | 2010 |
| 31                  | Kevin Ross           | Cornerback                      | 1984–93, 1997       | 2011 |
| 68                  | Will Shields         | Guard                           | 1993–2006           | 2012 |
| 26                  | Gary Barbaro         | Safety                          | 1976–82             | 2013 |
| 31                  | Priest Holmes        | Runningback                     | 2001–07             | 2014 |
| 24                  | Gary Green           | Cornerback                      | 1977–83             | 2015 |
| 49                  | Tony Richardson      | Fullback                        | 1995–2005           | 2016 |
| 88                  | Carlos Carson        | Wide Receiver                   | 1980–89             | 2017 |
| 88                  | Tony Gonzalez        | Tight End                       | 1997–2008           | 2018 |
| 54                  | Brian Waters         | Guard                           | 2000–2010           | 2019 |
| keine neue Aufnahme | keine neue Aufnahme  | keine neue Aufnahme             | keine neue Aufnahme | 2020 |
| 61                  | Tim Grunhard         | Center                          | 1990–2000           | 2021 |
| 38                  | Kimble Anders        | Fullback                        | 1991–2000           | 2022 |
| 20, 82              | Dante Hall           | Wide Receiver/Return Specialist | 2000–2006           | 2023 |
| 91                  | Tamba Hali           | Linebacker/Defensive End        | 2005–2017           | 2024 |